# Бадемаста врба
Бадемаста врба (лат. Salix triandra) је белогорична врста дрвета из породице врба (лат. Salix triandra)

## Распроспрањеност
Расте као грм или дрвце низинских предела Европе, југозападне и средње Азије. У Хрватској је аутохтона врста. Шума бадематске врбе је пионирска заједница, која се развија на најнижим деловима спрудова или депресијама са којих се вода повлачи најкасније. Оптималну фазу постиже између четврте и осме године, а развој довршава око десете године. Приликом повлачења високе воде, семе донесено ветром или водом почиње да клија на мокрим деловима голих спрудова. Због јако густог раста, оно таложи и задржава песак и тиме ствара услове за раст беле врбе, која је потискује. 

## Изглед
Изданци су жилави и витки. Пупољци су смеђи. Лишће је дугуљасто, дужине 5 - 10 цм, одозго је плавкасто -зелено, фино наоштрених и жлебастих ивица. Петељка је у горњем делу жљебаста. Палистићи су бубрежасти и дуго се задржавају. Прашника има три. Мушки је цветни приперак са две, а женски са једним жљебом. Опрашују их инсекти. Бадемаста врба цвета и доноси семе од маја током читавог вегетацијског циклуса.

## Галерија
- Лишће бадемасте врбе
- Женски цвет бадемасте врбе